# Hesíquio de Alexandria

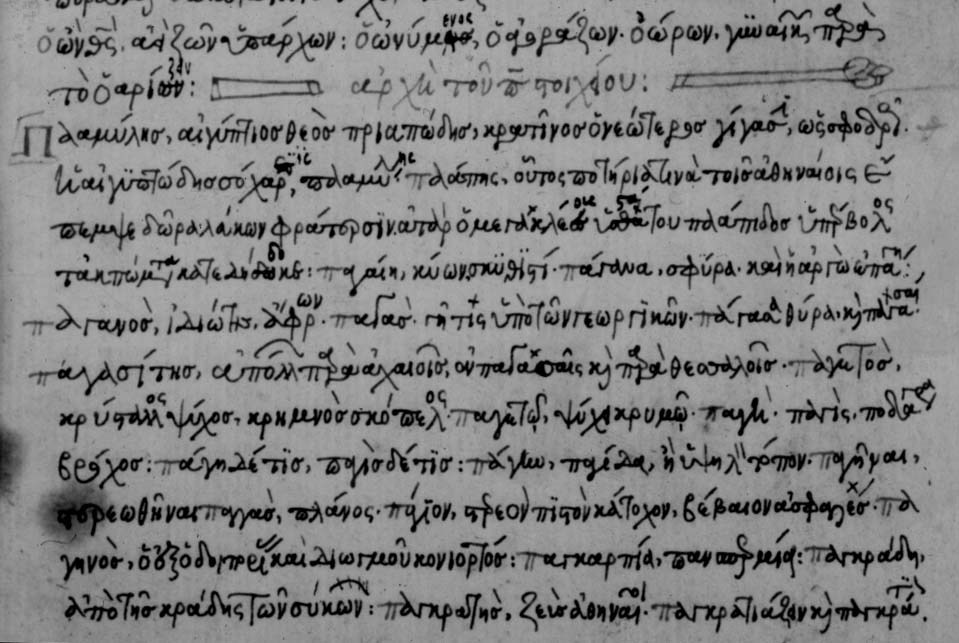
Começo da letra π, detalhe de Marc. Gr. 622.

Hesíquio de Alexandria (em grego: ῾Ησύχιος ὁ Ἀλεξανδρεύς, transl. Hēsýkhios ho Aleksandreýs) foi um gramático e lexicógrafo que provavelmente viveu no século V ou VI, e que compilou o mais rico vocabulário de palavras incomuns e obscuras no idioma grego que sobreviveu aos dias de hoje.
A obra, cuja existência é conhecida a partir de um único manuscrito existente, do século XV, inclui aproximadamente 51.000 verbetes, uma lista extensa de palavras, formas e frases peculiares, com uma explicação de seus significados, e por vezes com uma referência ao autor que as usou ou ao distrito da Grécia onde eram comuns. Por este motivo, o livro tem grande valor para o estudo dos dialetos gregos; ao mesmo tempo, para as reconstituições e restaurações dos textos dos autores gregos clássicos, particularmente de artistas como Ésquilo e Teócrito, que se utilizavam de muitas palavras incomuns, o valor desta obra não pode ser exagerado. Hesíquio não é importante apenas para a filologia grega, mas também para o estudo de línguas já extintas, como o trácio e o macedônio, e na reconstrução do proto-indo-europeu.
As explicações de Hesíquio sobre muitos epítetos e frases revelam muitos fatos importantes sobre a religião e a vida social dos antigos.
Numa carta que funciona como prefácio Hesíquio menciona que o seu vocabulário é baseado no de Diogeniano (por sua vez extraído de uma obra anterior, de Panfilo), mas que ele também se utilizou de obras semelhantes do gramático Aristarco da Samotrácia, Apião, Heliodoro, Amérias, entre outros estudiosos.
Hesíquio provavelmente não havia sido convertido ao cristianismo. As explicações sobre palavras de Gregório de Nazianzo e outros autores cristãos (glossae sacrae) são interpolações posteriores.
O vocabulário sobreviveu apenas graças a um manuscrito do século XV, profundamente danificado, que se encontra na biblioteca da Catedral de São Marcos, em Veneza. A melhor edição é de Moriz Wilhelm Constantin Schmidt (1858-1868), porém nenhuma edição comparativa completa do manuscrito foi publicada desde que ela foi impressa por Marco Musuro (na oficina de Aldo Manúcio), em Veneza, 1514 (reimpressa em 1520 e 1521 com revisões discretas).
Uma edição moderna tem sido publicada de maneira intermitente, sob os auspícios da Academia Real Dinamarquesa de Belas-Artes, em Copenhague, desde 1953.